# Flughafen Roi Et

i7
i11
i13
Der Flughafen Roi Et (thailändisch ท่าอากาศยานร้อยเอ็ด, IATA-Code: ROI, ICAO-Code: VTUV) ist ein Regionalflughafen im Landkreis Amphoe Thawat Buri, östlich von Roi Et, der Hauptstadt der Provinz Roi Et in der Nordostregion von Thailand.
Der Linienverkehr hat in letzter Zeit stark zugenommen: allein zwischen 2014 und 2015 hat sich die Passagierzahl innerhalb eines Jahres vervierfacht auf 284.667. Es werden ausschließlich Verbindungen mit Bangkok-Don Mueang angeboten.

## Bilder

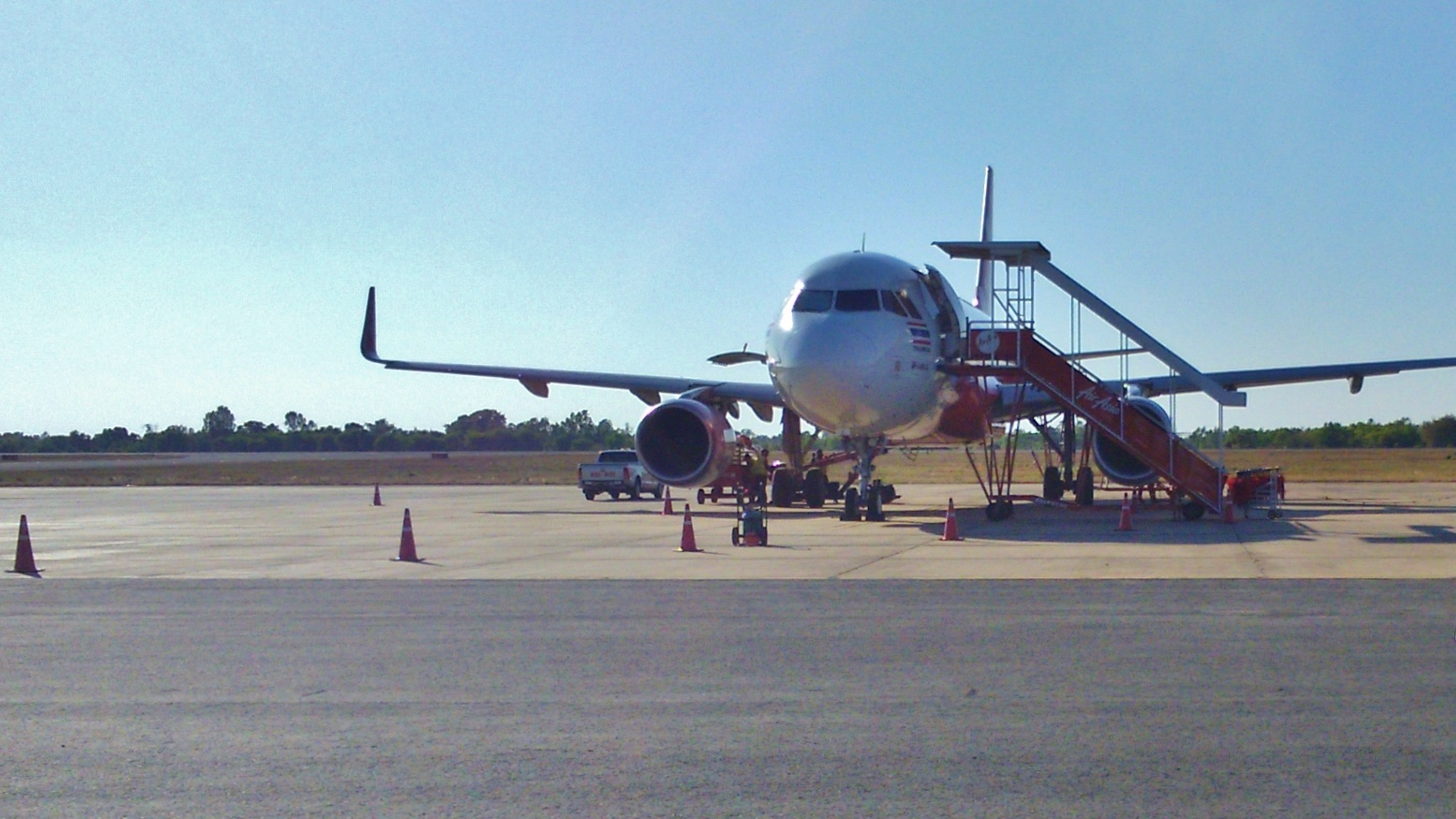
Thai AirAsia HS-CBD (A320) auf dem Vorfeld